# Космичка прашина
Космичка прашина се састоји од ситних честица величине до 0,1 микрометара. Она је од чврстог материјала и као таква налази се свуда у свемиру. Састав космичке прашине као и величина честица може радикално да варира у зависности од околности у којима се прашина ствара. Често има кристалну структуру и велики број других занимљивих својстава која су привукла пажњу астронома и других истраживача који раде у тој области укључујући хемичаре, физичаре и математичаре. Проучавањем космичке прашине може се доћи до информација о томе како се галаксије, поједине звезде и планете формирају и како на крају униште саме себе. Према томе где се налази у свемиру космичка прашина може бити: интергалактичка, међузвездана, међупланетарна или може да сачињава планетарни прстен
У Сунчевом систему, међупланерарна прашина узрокује зодијачку светлост. Прашина Соларног система обухвата кометну прашину, астероидну прашину, прашину из Којперовог појаса, и међузвездану прашину која пролази кроз Соларни систем. Процењује се да хиљаде тона космичке прашине досегне до Земљине површине сваке године, при чему свако зрно има масу између 10−16 kg (0,1 pg) и 10−4 . Густина облака прашине кроз који Земља путује је приближно 10−6/3.
Космичка прашина садржи нека од комплексних органских једињења (аморфна органска чварста материја са мешавином ароматичних–алифатичних структура) која се може природно и брзо формирати посредством звезда. Мањи део прашине у свемиру је „звездана прашина” која се састоји од већих рефракторних минирала који се сматрају материјом преосталом од звезда.
Честице међузвездане прашине су сакупљене помоћу космичког брода Звездана прашина и узорци су послати на Земљу 2006. године

## Улога космичке прашине
Облаци космичке прашине могу да заклањају звезде, планете и друге значајне објекте у свемиру или да апсорбују светлост и тако учине многе ствари невидљивим за оптички телескоп и због тога су астрономи ову супстанцу првобитно сматрали за сметњу приликом својих истраживања. Са почетком употребе инфрацрвених камера откривен је и значај космичке прашине за многе астрономске процесе укључујући и формирање звезда и планета. Много прашине налази се око младих звезда и помаже им да да се формирају. У протопланетарним дисковима (густи облаци плина и прашине који круже око младих звезда) током милион година слепљивањем ситних зрнаца прашине, не већих од честица дима цигарете, израстају планете. Докази да је и Земља тако настала пре 4,5 милијарди година проналазе се у метеоритима и кометама, јер у њима постоји материјал који се није мењао још од формирања Земље.
Астрофизичар др Дејан Винковић бавио се проучавањем услова у протопланетарним дисковима. Једна од непознаница је како тачно ситна прашина путује и живи унутар диска и које силе делују на њена зрнца. Др Винковић је открио да је једна од сила притисак зрачења самог диска прашине. Зрнца величине од микрометра осећају притисак топлотног зрачења. Комбинација притиска зрачења звезде и диска подиже прашину из диска и гура је према хладнијим деловима.

## Детекциони методи
Космичка прашина се може открити индиректним методама које користе својства зрачења космичких честица прашине.
Космичка прашина се такође може директно (ин-ситу) детектовати користећи различите методе прикупљања и са разних локација за прикупљање. Процене дневног прилива ванземаљског материјала који улази у Земљину атмосферу крећу се између 5 и 300 тона.
НАСА сакупља узорке честица звездане прашине у Земљиној атмосфери користећи сакупљачке плоче под крилима стратосферских летелица. Узорци прашине такође се прикупљају из површинских наслага на великим леденим масама Земље (Антарктик и Гренланд/Арктик) и у дубокоморским седиментима.
Дон Браунли са Универзитета у Вашингтону у Сијетлу први је поуздано идентификовао ванземаљску природу сакупљених честица прашине крајем 1970-их. Још један извор су метеорити који садрже звездану прашину издвојену из њих. Зрнца звездане прашине су чврсти ватростални комади појединачних пресоларних звезда. Она су препознатљива по екстремним изотопним композицијама, које могу бити само изотопске композиције унутар еволуираних звезда, пре било каквог мешања са међузвездним медијумом. Ова зрнца су се кондензовала из звездане материје док се хладила при напуштању звезде.
У међупланетарном простору, детектори прашине су изграђени и кориштени на планетарним свемирским бродовима, неки од којих тренутно лете, а други су тренутно у изградњи. Велике орбиталне брзине честица прашине у међупланетарном простору (обично 10–40 km/s) чине хватање честица без оштећења проблематичним. Уместо тога, ин-ситу детектори прашине генерално су осмишљени за мерење параметара повезаних са великим брзинама удара честица прашине на инструмент, а затим се изводе физичка својства честица (обично масе и брзине) лабораторијском калибрацијом (тј. ударима убрзаних честица познатих својстава на лабораторијске копије детектора прашине). Током година детектори прашине су мерили између осталог, ударни светлосни бљесак, звучни сигнал и ударну јонизацију. Недавно је инструмент за прашину на Стардусту ухватио нетакнуте честице у аерогелу ниске густине.
Детектори прашине су у прошлости летели на свемирским мисијама HEOS-2, Хелиос, Пионир 10, Пионир 11, Гиото, Галилео и Касини—Хајгенс, на сателитима у Земљиним орбитама LDEF, EURECA и Горид, а неки научници су користили Војаџер 1 и 2 свемирске летелице као џиновске Лангмјурове сонде за директно узорковање космичке прашине. Тренутно детектори прашине лете на свемирским бродовима Јулисиз, Проба, Розета, Стардуст и Нови хоризонти. Сакупљену прашину на Земљи или сакупљену даље у свемиру и враћену свемирским мисијама, по повратку анализирају научници у лабораторијама широм света. Једно велико складиште космичке прашине постоји у НАСА Хјустон ЏСК.
Инфрацрвена светлост може да продре кроз облаке космичке прашине, што омогућава да се завири у регионе формирања звезда и у центре галаксија. Насин Спицер свемирски телескоп је највећи инфрацрвени телескоп који је лансиран у свемир. Носила га је ракета Делта из Кејп Канаверала на Флориди, 25. августа 2003. године. Током своје мисије, Спицер је генерисао слике и спектре детектујући топлотно зрачење које емитују објекти у свемиру између таласних дужина од 3 до 180 микрометара. Већину овог инфрацрвеног зрачења блокира земљина атмосфера и стога се оно не може посматрати са Земље. Налази са Спицера ревитализирали су студије космичке прашине. Један извештај показао је доказе да се космичка прашина формира у близини супермасивне црне рупе.
Други механизам детекције је полариметрија. Зрна прашине нису сферна и имају тенденцију да се усклађују са међузвездним магнетним пољима, преферентно поларизирајућом звезданом светлошћу која пролази кроз облаке прашине. У оближњем међузвезданом простору, где међузвездано црвенило није довољно интензивно да би се могло детектовати, користи се оптичка полариметрија високе прецизности да би се добио увид у структуру прашине унутар локалног мехура.
Током 2019. године, истраживачи су пронашли међузвездану прашину на Антарктику коју је повезана са локални међузвезданим облаком. Детекција међузвездане прашине на Антарктику обављена је мерењем радионуклида Fe-60 и Mn-53 помоћу високо осетљиве акцелераторске масне спектрометрије.

## Интергалактичка прашина
Космичка прашина попуњава простор између галаксија. Део је интергалактичког облака прашине, који је откривен око неких галаксија још 1960. године. Ова прашина може да утиче на мерење међугалактичких дистанци, као што су, на пример, удаљености између супернова и квазара у различитим галаксијама.

## Међузвездана прашина
Међузвездану прашину чине честице пречника 10−15 метара и масе око 10−16 килограма на којима се врши апсорпција, расејање и поларизација светлости звезда. Прашина је неравномерно распоређена у простору, а највише је има у равни Млечног пута. 
У међузвезданом простору Млечног пута се, осим гравитационог и магнетног поља, налазе међузвездана прашина и гас који заједно чине међузвездану материју.
Међузвездани гас се састоји првенствено од водоника и хелијума са температурама које се крећу између 5 и 30 К . Температура гаса може достићи и неколико стотина Келвина ако се ради о облацима гасова који се налазе се у близини веома топлих звезда и такви облаци имају највише атомског водоника који је јонизован ултраљубичастим зрачењем звезде. Најнижу температуру има међузвездани гас који се састоји већином од молекуларног водоника (H2), ти молекули се групишу у облаке и у великом броју су пронађени у широком прстену на удаљености између 10 и 25 хиљада светлосних година од центра галаксије Млечни пут. Молекуларни водоник пронађен је и у центру Млечног пута.

## Међупланетарна прашина
Међупланетарна прашина се може наћи у одређеним соларним системима, расута је широм појаса астероида и кружи око звезде система. У Сунчевом систему међупланетарна прашина изазива зодијачку светлост..